# 竹内浩志
竹内 浩志（たけうち ひろし、1965年1月20日 - ）は、日本の男性アニメーター、キャラクターデザイナー、アニメーション演出家、アニメーション監督。スタジオ・ライブ所属。妻は同じくアニメーターの倉田綾子。大阪府生まれ。
淡白な絵を得意とする。近年は "舞-HiMEプロジェクト" での活躍が知られる。

## 参加作品

### テレビアニメ
1987年
- ミスター味っ子（1987年 - 1989年、原画）

1989年
- 魔動王グランゾート（1989年 - 1990年、原画）

1990年
- 魔神英雄伝ワタル2（1990年 - 1991年、ゲストキャラクターデザイン）
- まじかる☆タルるートくん（1990年 - 1992年、原画）

1995年
- 空想科学世界ガリバーボーイ（作画監督）

1996年
- るろうに剣心 -明治剣客浪漫譚-（1996年 - 1998年、原画）
- 天空のエスカフローネ（作画監督）
- 名探偵コナン（1996年 -、原画）
- 逮捕しちゃうぞ（1996年 - 1997年、第1期OP原画）

1998年
- カウボーイビバップ（作画監督）
- 銀河漂流バイファム13（原画）

2000年
- 機巧奇傳ヒヲウ戦記（2000年 - 2001年、OP/ED原画・作画監督）

2001年
- スターオーシャンEX（オープニングアニメーション・ゲストキャラクターデザイン）
- Z.O.E Dolores, i（OP/ED原画・作画監督）
- 犬夜叉（2001年 - 2002年、作画監督・OP/ED原画）

2002年
- 王ドロボウJING（原画・オープニングアニメーション）

2003年
- 出撃!マシンロボレスキュー（2003年 - 2004年、キャラクターデザイン、総作画監督）
- THE ビッグオー second season（作画監督・作監協力・原画・デザイン協力）

2004年
- F-ZERO ファルコン伝説（絵コンテ）
- 舞-HiME（2004年 - 2005年、OP/ED原画・作画監督・総作画監督協力）
- グレネーダー 〜ほほえみの閃士〜（絵コンテ）

2005年
- 陰陽大戦記（絵コンテ・OP原画）
- 舞-乙HiME（2005年 - 2006年、OP原画・絵コンテ・作画監督）

2007年
- アイドルマスター XENOGLOSSIA（キャラクターデザイン・アニメーションディレクター）

2009年
- 宇宙をかける少女（絵コンテ・演出・作画監督）

2010年
- RAINBOW-二舎六房の七人-（OP原画）
- イナズマイレブン（原画）
- えむえむっ!（絵コンテ）
- 俺の妹がこんなに可愛いわけがない（アイキャッチパッケージデザイン）

2011年
- TIGER & BUNNY（絵コンテ・演出・作画監督）

2012年
- モーレツ宇宙海賊（アニメーションキャラクターデザイン、総作画監督・作画監督・OPED作画監督）
- 貧乏神が!（絵コンテ・演出）
- HUNTER×HUNTER（第2作）（2012年 - 2013年、絵コンテ）

2013年
- マギ（絵コンテ・演出・作画監督補佐・原画）
- ぎんぎつね（絵コンテ）

2014年
- ブレイドアンドソウル（監督）
- 神撃のバハムート GENESIS（演出）

2015年
- あにトレ!EX（絵コンテ）

2017年
- 神撃のバハムート VIRGIN SOUL（演出）

2018年
- からくりサーカス（絵コンテ）

2019年
- モブサイコ100 II（絵コンテ・演出・作画監督）

2020年
- ちはやふる3（絵コンテ）

2022年
- ラブオールプレー（監督・絵コンテ・演出）

2024年
- 戦隊大失格（絵コンテ・演出）

2025年
- 魔神創造伝ワタル（作画監督）

### 劇場アニメ
- ドラゴンボール 神龍の伝説（1986年、動画）
- エスカフローネ（2000年、原画）
- カウボーイビバップ 天国の扉（2001年、原画）
- TRIGUN Badlands Rumble（2010年、演出・メイン作画監督）
- 劇場版 TIGER & BUNNY -The Beginning-（2012年、絵コンテ）
- ずんだホライずん（2017年、監督[3]）
- PEACE MAKER鐵（2018年、監督）

### OVA
- 乙姫CONNECTION（1991年、原画）
- 魔動王グランゾート 冒険編（1992年、作画監督）
- ダウンロード 南無阿弥陀仏は愛の詩（1992年、原画）
- 新・超幕末少年世紀タカマル（1992年、作画監督）
- 魔神英雄伝ワタル 終わりなき時の物語（1992年 - 1993年、作画監督）
- 秘境探検ファム&イーリー（1995年 - 1996年、原画）
- AMON デビルマン黙示録（2000年、作画監督[注 1]、絵コンテ[注 2]）
- 王ドロボウJING in Seventh Heaven（2004年、原画）

### Webアニメ
- 聖闘士星矢 黄金魂 -soul of gold-（2025年、絵コンテ・演出）

### ゲーム
- ドラゴンスレイヤー英雄伝説（原画）
- イースIV The Dawn of Ys（作画監督）
- サイキックフォース（OPアニメーション〈キャラクターデザイン[注 3]・絵コンテ・演出〉）
- サイキックフォースパズル大戦（OP/EDアニメーション〈キャラクターデザイン、絵コンテ・演出〉・エンディンググラフィック）
- サイキックフォース2（アニメーション〈監督・作画監督・絵コンテ・演出〉）
- 超魔神英雄伝ワタル ANOTHER STEP（IQ会話画面原画・アニメーション作画監督・アニメーション原画）
- 機動戦士ガンダム クライマックスU.C.（キャラクターデザイン〈ゲームオリジナルキャラクターのみ〉）
- ゼノサーガI・II（キャラクターデザイン）

### その他
- 完全勝利ダイテイオー（原画）
- ずんだホライずん（監督）